# Охлебініно
Охлебі́ніно (рос. Охлебинино, башк. Охлебин) — село у складі Іглінського району Башкортостану, Росія. Адміністративний центр Охлебінінської сільської ради.
Населення — 924 особи (2010; 1024 в 2002).
Національний склад:
- росіяни — 38 %